# Federico Maria Sardelli
Federico Maria Sardelli (Livorno, 15 agosto 1963) è un musicista, pittore e scrittore italiano.

## Biografia

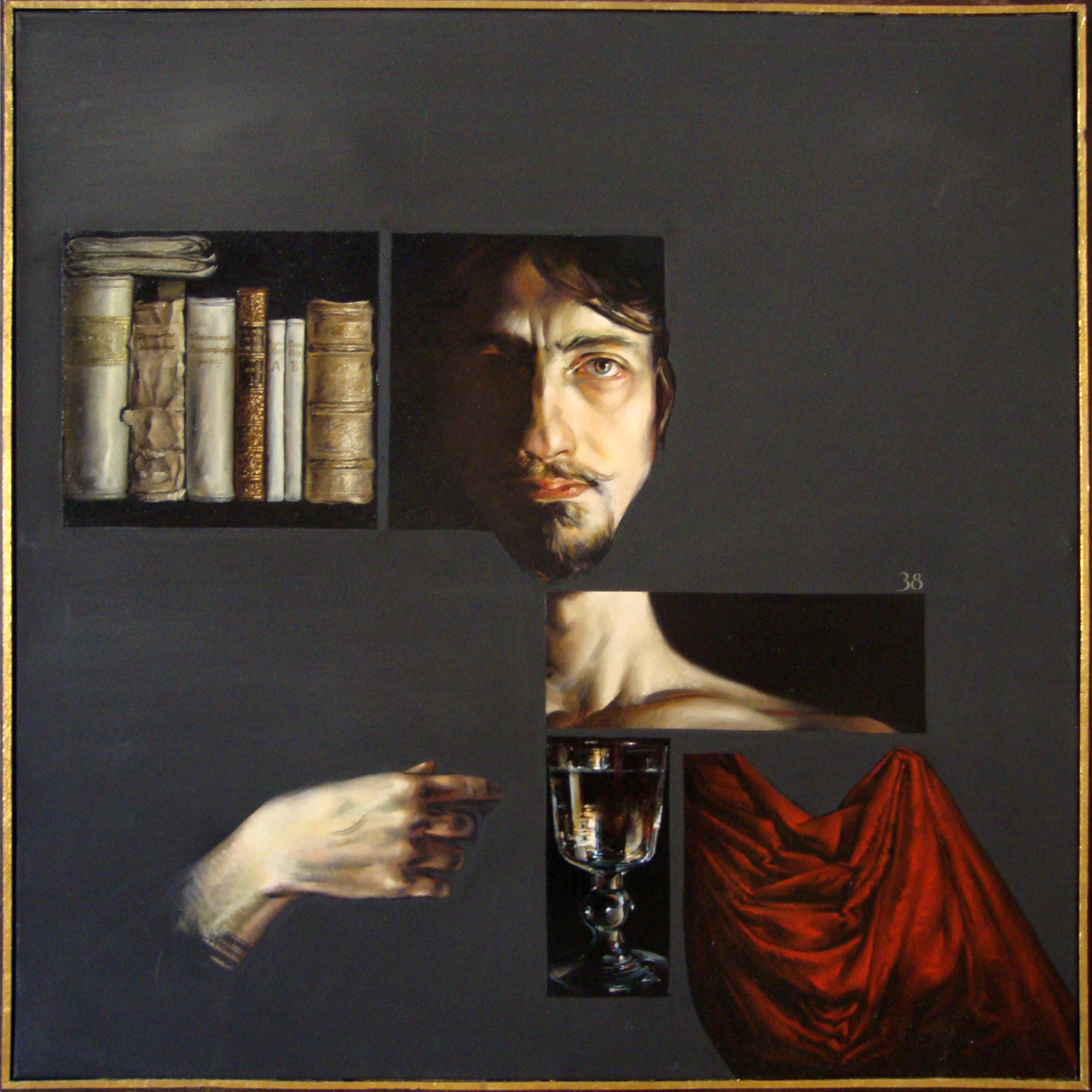
Federico Maria Sardelli, Autoritratto, olio su tela, 2001.

Figlio dell'artista Marc Sardelli, fonda nel 1984 l'orchestra barocca Modo Antiquo con cui svolge attività concertistica in Europa sia in veste di solista (flautista) che di direttore, presente nei festival di musica antica. È stato ospite di sale da concerto d'Europa, tra cui il Concertgebouw di Amsterdam. È direttore ospite di alcune orchestre sinfoniche, tra cui il Maggio Musicale Fiorentino, il Gewandhausorchester di Lipsia, l'orchestra di Santa Cecilia di Roma, la Kammerakademie Potsdam, la Réal Filarmonia de Galicia, l'orchestra dell'Arena di Verona. Dal 2006 è principale direttore ospite della Filarmonica di Torino.
È un artista della casa discografica Naïve Records; incide anche per Deutsche Grammophon. Ha effettuato circa quaranta incisioni discografiche, sempre in veste di direttore e di solista. A lui si devono la ricostruzione e prima incisione dei Concerti Grossi op. VI di Corelli con strumenti a fiato. Nel febbraio del 1997 ha ricevuto a New York, per il suo disco Vivaldi, Concerti per molti Stromenti, la nomination ai Grammy Awards, il massimo riconoscimento per l'attività discografica; nel 2000 una seconda nomination è giunta a premiare la sua ricostruzione dei Concerti Grossi di Corelli.
Sue sono le prime rappresentazioni, incisioni ed edizioni mondiali di alcune opere vivaldiane inedite. Le sue incisioni discografiche sono sostenute dalla Westdeutscher Rundfunk Köln (WDR).
Nel 2005, presso il Concertgebouw di Rotterdam, ha diretto la prima mondiale dell'opera Motezuma di Vivaldi, riscoperta dopo 270 anni. Nel 2006 ha diretto la prima ripresa mondiale dell'opera Atenaide di Vivaldi al Teatro della Pergola di Firenze. Nel 2007 è stato direttore principale dell'Händel Festspiele di Halle, Sassonia-Anhalt, dove ha diretto l'opera Ariodante. Nel 2009 ha diretto a Verona la prima esecuzione in tempi moderni dell'opera Il mondo alla rovescia di Antonio Salieri.
È membro del comitato scientifico dell'Istituto Italiano Antonio Vivaldi presso la Fondazione Giorgio Cini di Venezia, per il quale ha pubblicato il volume La musica per flauto di Antonio Vivaldi (Olschki, 2002) che è stato tradotto in inglese da Michael Talbot (Ashgate, 2007). Sempre per conto dell'Istituto ha creato e dirige la collana di musiche in facsimile «Vivaldiana», edita da SPES. Numerosissime sono le sue pubblicazioni musicali e musicologiche, edite da Bärenreiter, Ricordi, SPES, Fondazione Giorgio Cini.
Nel luglio 2007 Peter Ryom lo ha incaricato di continuare la sua monumentale opera di catalogazione della musica di Antonio Vivaldi e da quel momento Federico Maria Sardelli è il responsabile del Vivaldi Werkverzeichnis. I suoi aggiornamenti annuali al Catalogo sono pubblicati annualmente sulla rivista Studi vivaldiani della Fondazione Giorgio Cini di Venezia.
Nel febbraio 2011 ha diretto Le convenienze ed inconvenienze teatrali di Donizetti prodotto dal Progetto L.T.L. OperaStudio dei teatri di Pisa, Lucca e Livorno. Nel 2012 ha inciso il secondo volume delle "Vivaldi New Discoveries" per Naïve, che contiene 7 brani vivaldiani inediti. Sempre nel 2012 ha riscoperto e attribuito a Vivaldi l'opera Orlando Furioso (RV 819), eseguendola in prima mondiale al Festival d'Opéra Baroque de Beaune e incidendola per Naïve.
Federico Maria Sardelli è anche incisore ed autore satirico.
La sua attività di fumettista comico-satirico consiste nella collaborazione col mensile satirico Il Vernacoliere, al quale collabora fin dall'età di 12 anni. Tra le serie di fumetti più celebri ricordiamo Trippa, il Bibliotecario, il Paglianti, Omar, Circo, il Mago Afono e Clem Momigliano, raccolti nel volume Paperi in Fiamme. La sua attività satirica spazia dal fumetto alla parodia letteraria [Il Libro Cuore (forse)], alla poesia, raccolta nei volumi Proesie I e II.
Nel 2022, partecipa al cast del film Siccità, regia di Paolo Virzì, interpretando il direttore d'orchestra in alcune scene del film.
È sposato con la violoncellista tedesca Bettina Hoffmann 

## Riconoscimenti
- Il 28 novembre 2009 ha ricevuto il Gonfalone d'Argento del Consiglio regionale della Toscana per «l'eclettismo artistico e lo spessore culturale evidenti».[5]

- Accademico Corrispondente all'Accademia delle Arti del Disegno.[6]

## Discografia parziale
- Gaetano Donizetti, Olivo e Pasquale, Federico Maria Sardelli, conductor, Dynamic, october 2016
- Antonio Vivaldi, Orlando 1714, Federico Maria Sardelli, conductor, World Première Recording, NAÏVE, november 2012
- Antonio Vivaldi, New Discoveries II, Federico Maria Sardelli, conductor, World Première Recording, NAÏVE, january 2011
- Georg Friedrich Händel, Arie italiane per basso, Federico Maria Sardelli, conductor, Deutsche Grammophon, september 2009
- Antonio Vivaldi, New Discoveries I, Federico Maria Sardelli, conductor, World Première Recording NAÏVE, january 2009
- Antonio Vivaldi L'Atenaide (3 CD), Federico Maria Sardelli, conductor, World Première & Complete Recording NAÏVE, september 2007
- Antonio Vivaldi, I Concerti di Sfida, Anton Steck, violino, Federico Maria Sardelli, conductor, World Première Recording, NAÏVE, april 2007
- Claudio Monteverdi, Combattimento di Tancredi e Clorinda, Lamento d'Arianna, Anna Caterina Antonacci, mezzosoprano, Federico Maria Sardelli, conductor, NAÏVE, february 2006
- Antonio Vivaldi, Opera Aria, Sandrine Piau, soprano, Ann Hallenberg, alto, Paul Agnew, tenor, Federico Maria Sardelli, conductor, World Première & Complete Recording, NAÏVE, september 2005
- Alessandro Scarlatti, Inferno, Cantate drammatiche, Elisabeth Scholl, soprano, Federico Maria Sardelli, conductor, CPO, 2006
- Antonio Vivaldi, Tito Manlio (3 CD), Federico Maria Sardelli, conductor, AMADEUS SPECIALE, april 2004/CPO, 2005
- Antonio Vivaldi, Orlando furioso (3 CD), Federico Maria Sardelli, conductor, AMADEUS SPECIALE, february 2003/CPO, 2007
- Antonio Vivaldi, Arsilda, regina di Ponto (3 CD), Federico Maria Sardelli, conductor, WDR, august 2001/CPO, october 2004
- Arcangelo Corelli, Concerti Grossi op. VI (2 CD), Federico Maria Sardelli, conductor, World Première Recording with wind instruments, Grammy Awards Nominée 2000, AMADEUS speciale march 1998/TACTUS, 1999
- Antonio Vivaldi, Juditha Triumphans (2 CD), Federico Maria Sardelli, conductor, AMADEUS/WDR, december 2000, TACTUS, 2002
- Antonio Vivaldi, Concerti per molti Istromenti, Federico Maria Sardelli, conductor, Grammy Awards Nominée 1997, TACTUS, 1996
- Antonio Vivaldi, Le Sinfonie dai Drammi per Musica, Federico Maria Sardelli, conductor, World Première & Complete Recording, FRAME, 2002
- Antonio Vivaldi, I 12 Concerti di Parigi, Federico Maria Sardelli, conductor, World Première Recording, AMADEUS, 1999/TACTUS, 1999
- Antonio Vivaldi, Le Cantate (4 CD), Federico Maria Sardelli, conductor, World Première Recording, TACTUS 1998/99, 4 vols. cantatas for soprano and b.c.
- Antonio Vivaldi, I Concerti per flauto traversiere vol. I, Federico Maria Sardelli, flute and conductor, TACTUS, 1994
- Antonio Vivaldi, I Concerti per flauto traversiere vol. II, Federico Maria Sardelli, flute and conductor, TACTUS, 1995
- Pietro Antonio Locatelli, Sonate à tre op. V, Federico Maria Sardelli, flute and conductor, TACTUS, 1996
- Alessandro Scarlatti, I Concerti per flauto, Federico Maria Sardelli, flute and conductor, World Première Recording, TACTUS, 1993

## Opere letterarie

### Pubblicazioni musicali
- Catalogo delle concordanze musicali vivaldiane, Fondazione Giorgio Cini, Firenze, Olschki, 2012.
- Antonio Vivaldi, Arie d'opera per Basso e Baritono a cura di Federico M. Sardelli, Milano, Ricordi, 2008
- Antonio Vivaldi, Arie d'opera per Tenore a cura di Federico M. Sardelli, Milano, Ricordi, 2008
- Vivaldi's Music for Flute and Recorder, Aldershot, Ashgate, 2007, translated by Michael Talbot
- La musica per flauto di Antonio Vivaldi, Firenze, Leo Olschki Editore, 2006
- Antonio Vivaldi, Arie d'opera per Soprano a cura di Federico M. Sardelli, Milano, Ricordi, 2005
- Antonio Vivaldi, Arie d'opera per Contralto a cura di Federico M. Sardelli, Milano, Ricordi, 2005
- Nicolas Chédeville, Il Pastor Fido, edizione critica a cura di Federico M. Sardelli, Kassel, Bärereiter, 2005
- Antonio Vivaldi, 12 Arie per soprano, a cura di Federico M. Sardelli, Milano, Ricordi, 2005
- Antonio Vivaldi, 12 Arie per contralto, a cura di Federico M. Sardelli, Milano, Ricordi, 2005
- Antonio Vivaldi, Opera X, edizione in facsimile a cura di Federico M. Sardelli, Firenze, S.P.E.S, 2005
- Antonio Vivaldi, Invicti bellate, edizione critica a cura di Federico M. Sardelli, Firenze, S.P.E.S, 2007
- Antonio Vivaldi, Concerto con 2 organi obbligati RV 584, edizione critica a cura di Federico M. Sardelli, Firenze, S.P.E.S, 2003
- Antonio Vivaldi, Concerto per 2 violini e 2 violoncelli RV 575, edizione critica a cura di Federico M. Sardelli, Firenze, S.P.E.S, 2004
- Antonio Vivaldi, Concerti per fagotto RV 468 e RV 482, edizione critica a cura di Federico M. Sardelli, Firenze, S.P.E.S, 2002
- Antonio Vivaldi, Concerti per traversiere RV 431 r RV 432, edizione critica a cura di Federico M. Sardelli, Firenze, S.P.E.S, 2001

### Pubblicazioni satiriche e umoristiche
- I miracoli di Padrepio, Livorno, Mario Cardinali Editore Srl, 2002.
- Il Libro Cuore (forse), Livorno, Mario Cardinali Editore Srl, 1998.
- Le più belle cartolyne del mondo, Livorno, Mario Cardinali Editore Srl, 2005.
- Proesie, Livorno, Mario Cardinali Editore Srl, 2004.
- Trippa - I più grandi eroi dei fumetti (forse), Livorno, Mario Cardinali Editore Srl, 2002.
- Paperi in Fiamme - i fumetti di Federico Sardelli, Livorno, Mario Cardinali Editore Srl, 2008.
- Proesie II, Livorno, Mario Cardinali Editore Srl, 2008.
- SAGGI DI METAFISICA NEORAZIONALISTA con un metodo sicuro per indovinare i gratta e vinci giusti e levare il malocchio, Mario Cardinali Editore, 2009.
- Tutte le proesie [una più, una meno], Livorno, Mario Cardinali Editore Srl, 2014.

### Romanzi
- L'affare Vivaldi (romanzo), Sellerio editore 2015, Premio Comisso[7]
- Il volto di Vivaldi (saggio), Sellerio editore 2021.
- Lucietta. Organista di Vivaldi. (romanzo), Sellerio editore 2023.